# 江龍寺
江龍寺(こうりゅうじ)は岐阜県美濃市横越にある薬師如来を本尊とする臨済宗妙心寺派（東海派大雄院下）の寺院で、山号は慈雲山。横越に所在した寺院に伝わる古仏を多く受け継いでいる。
尾張の武士、山田明長が戦で深手を負った際に横倉の住人を名乗る村人に救われた。これを機縁として横蔵寺から薬師如来を譲り受け、僧侶として行脚していたところ当地で瑞雲が現れたため清泰寺開山の大圭紹琢を招いて寺を建立したと伝わる。そのころの横越には多くの寺があったが明治初年までに廃絶したため、そこで祀られていた仏像を貰い受けて現在も祀っている。
そのうち、平安時代の木造金剛界大日如来坐像と鎌倉時代の木造阿弥陀如来坐像は妙心寺派の建良寺または徳祥寺から移されたと伝わる。また、観音堂で祀られている平安時代の木造聖観音立像は観音寺から移されたものである。これらは所蔵する平安時代の木造薬師如来とともに岐阜県の重要文化財に指定されている。他に、平安時代の木造天部像と室町時代の仏頭2つ及び釈迦如来坐像がそれぞれ美濃市の有形文化財に指定されている。